# 남북고속도로 (베트남)
남북고속도로는 베트남 하노이와 껀터 일대를 남북으로 잇는 간선 고속도로로, 총 연장은 1,850km에 달한다. 2020년에 전 구간의 공사가 완료될 예정이며, 여기에 소요되는 건설 비용은 185억 달러에 달한다. 구간 별로 최소 4차선부터 최대 8차선까지 구성되어 있다. 이 외에도, 남북고속철도 또한 남북고속도로를 따라 건설된다.